# Chichester Parkinson-Fortescue
Chichester Samuel Parkinson-Fortescue, 1. baron Carlingford i 2. baron Clermont, KP (ur. 18 stycznia 1823 w Glyde w hrabstwie Louth, zm. 30 stycznia 1898 w Marsylii) – brytyjski polityk, członek Partii Liberalnej, minister w rządach lorda Russella i Williama Ewarta Gladstone’a.
Urodził się jako „Chichester Samuel Fortescue”, młodszy syn Chichestera Fortescue, deputowanego do irlandzkiego parlamentu. Wykształcenie odebrał w Christ Church na Uniwersytecie Oksfordzkim, który ukończył w 1844 r. W 1847 r. został wybrany do Izby Gmin jako reprezentant okręgu County Louth.
W 1854 r. został młodszym lordem skarbu. W latach 1857–1858 i 1858–1865 był podsekretarzem stanu w Ministerstwie Kolonii. W latach 1865–1866 i 1868–1871 był Głównym Sekretarzem Irlandii. W latach 1871–1874 był przewodniczącym Zarządu Handlu. W latach 1881–1885 był Lordem Tajnej Pieczęci. Dodatkowo od 1883 r. był Lordem Przewodniczącym Rady. W 1874 r. otrzymał tytuł 1. barona Carlingford i zasiadł w Izbie Lordów. W 1882 r. został kawalerem Orderu św. Patryka.
Carlingford opuścił Partię Liberalną, kiedy Gladstone przedstawił projekt Irish Home Rule Bill. W 1887 r. zmarł jego starszy brat, Thomas, i Chichester odziedziczył tytuł 2. barona Clermont. Oba tytuły wygasły po jego bezpotomnej śmierci w 1898 r.